# Puurs
Puurs (orthographe officielle en français comme en néerlandais, parfois encore orthographié Puers en français,) est une ancienne commune néerlandophone de Belgique située en Région flamande dans la province d'Anvers.
Le 1er janvier 2019, elle fusionne avec Saint-Amand pour donner la commune de Puers-Saint-Amand.

## Sections de la commune avant la fusion de 2019
| # | Section   | Superf. (km²) | Habitants (2020) | Habitants par km² | Code INS |
| - | --------- | ------------- | ---------------- | ----------------- | -------- |
| 1 | Puurs     | 11,94         | 9.149            | 766               | 12030A   |
| 2 | Ruisbroek | 9,00          | 5.037            | 559               | 12030B   |
| 3 | Breendonk | 6,44          | 2.948            | 458               | 12030C   |
| 4 | Liezele   | 6,51          | 1.773            | 272               | 12030D   |

## Démographie

### Évolution démographique: Avant la fusion des communes DE 1977
- Sources : INS, Rem. : 1831 jusqu'en 1970 = recensements, 1976 = nombre d'habitants au 31 décembre[7].
- 1846: Scission de Breendonk en 1836

### Évolution démographique: Commune fusionnée
Graphe de l'évolution de la population de l'ancienne commune (la commune de Puurs étant née de la fusion des anciennes communes de Puurs, de Breendonk, de Liezele et de Ruisbroek, les données ci-après intègrent les quatre communes dans les données avant 1977).
- Source:INS - De:1806 à 1981=recensement de la population au 31 décembre; depuis 1990= population au 1er janvier

## Bourgmestres
- 1997-2018 : Koen Van den Heuvel[3].

## Économie
La bière Duvel et le vaccin Pfizer contre le covid-19 sont produits à Puurs.